# Maria Callcott

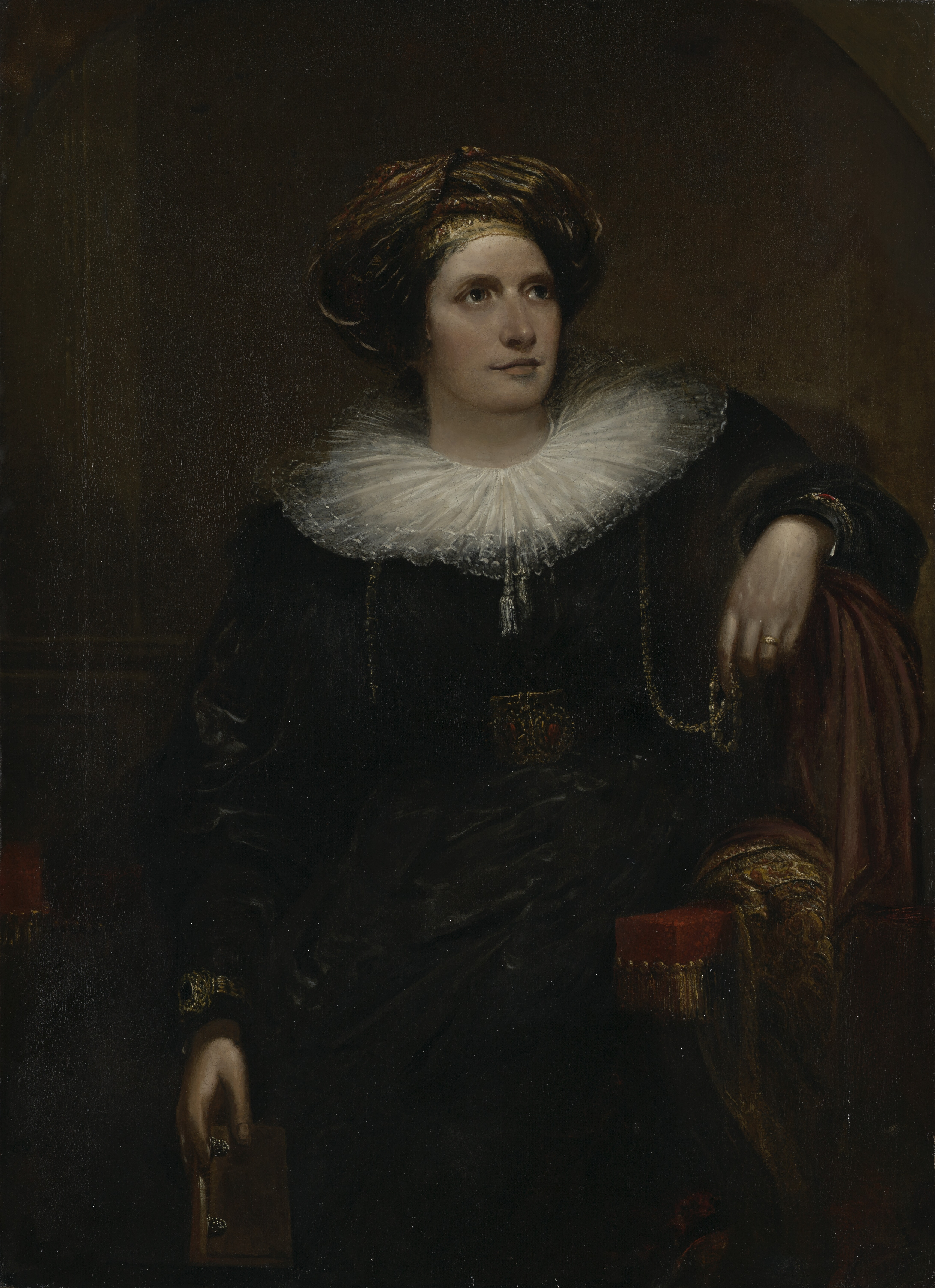
Maria, pintada por su segundo marido, sir August Callcott.

Lady Maria Callcott, previamente Maria Graham, nacida Maria Dundas (Papcastle, Cumberland, 19 de julio de 1785-Kensington Gravel Pits, Londres, 28 de noviembre de 1842), fue una escritora, ilustradora y naturalista inglesa, autora de libros de viajes y de literatura infantil. Dejó memorias de sus travesías a la India, Italia, Chile y Brasil en las cuales describe vívidamente esos lugares durante la primera mitad del siglo XIX, y relata sus experiencias junto a personalidades como Bernardo O'Higgins, lord Thomas Cochrane, José de San Martín, el rey Juan VI de Portugal y el emperador Pedro I de Brasil, de cuya hija —la futura María II de Portugal— fue institutriz.

## Primeros años: Maria Dundas
Durante su niñez no conoció mucho a su padre, George Dundas, quien, siguiendo la tradición naval del clan Dundas, estaba permanentemente embarcado en largas travesías. Dundas (para no confundir con el famoso marino George Heneage Dundas) fue un capitán de la Royal Navy que alcanzó el apogeo de su carrera como comandante del HMS Elephant, un navío de 74 cañones, que Horacio Nelson usó como buque insignia durante la Primera Batalla de Copenhague (1801). 
En tanto, Maria vivió en Liverpool e Isla de Man. Tras morir su madre, se trasladó para estudiar en el colegio Drayton. Posteriormente, residió en Edimburgo, donde sufrió sus primeros ataques de tuberculosis, enfermedad que la acompañó toda su vida. Fue una hábil dibujante a mano alzada, talento que le permitió ilustrar sus observaciones con notable detalle.
En 1808, el capitán Dundas abandonó las armas y fue comisionado para supervisar la construcción de los astilleros de la Compañía Británica de las Indias Orientales en Bombay. Entonces llevó consigo a su hija. Durante la travesía en el HMS Cornelia, Maria conoció y se enamoró de Thomas Graham, un oficial del buque. Tras arribar a destino, se produjo una breve separación entre los enamorados —Graham fue destinado a Madrás—. Posteriormente, Maria enfermó y aprovechó de estudiar persa y la religión local e inició la traducción de la obra del poeta Firdauei. Finalmente, se casó con Thomas Graham en la India el 9 de diciembre de 1809.

## Comienza a publicar: Maria Graham
En 1811, los Graham volvieron a Inglaterra. Mientras su marido estaba embarcado, Maria quedó largas temporadas en tierra y aprovechó de escribir, estudiar y traducir. Al año siguiente, publicó en Edimburgo su ópera prima, un diario de su viaje a la India, Journal of a Residence in India, al que siguió Letters on India. En el primero de estos trabajos no se reprimió de incluir algunos episodios de su romance con el joven oficial Graham («sentí temblar sus fríos labios al tocar mis labios»), lo que le valió un trato despectivo por parte de alguna prensa: «probablemente fue a la India, como muchas jóvenes de sociedad, a buscar un marido más que a buscar información...», comentó el Quarterly Review de Londres (en el que trabajaba Walter Scott).
Su marido tuvo una carrera naval algo desafortunada. El segundo buque que comandó naufragó en 1813 durante una tormenta en el Mar Caribe, y tras ser absuelto de responsabilidades por el incidente, quedó cesante por largo tiempo. En tanto, el padre de Maria ocupó el puesto de comisionado del astillero naval de Ciudad del Cabo, donde murió en 1814 con el grado de contralmirante.
En 1818, los esposos viajaron a Italia. No se sabe si el viaje correspondía a un trabajo de él o si este solo acompañó a Maria en su peregrinación a las ruinas de la antigüedad clásica. Esta experiencia se convirtió en el libro Three Months Passed in the Mountains East of Rome. Durante aquellos recorridos, Maria quedó prendada de la naturaleza y los parajes italianos, gusto personal que vio reflejado en la obra del pintor barroco francés Nicolas Poussin, quien había pasado largas temporadas pintando paisajes en Roma; a él dedicó otro volumen: Memoir of the Life of Nicholas Poussin. Estos dos últimos libros fueron editados en Edimburgo en 1820.

## Viaje a Chile: la viuda Graham

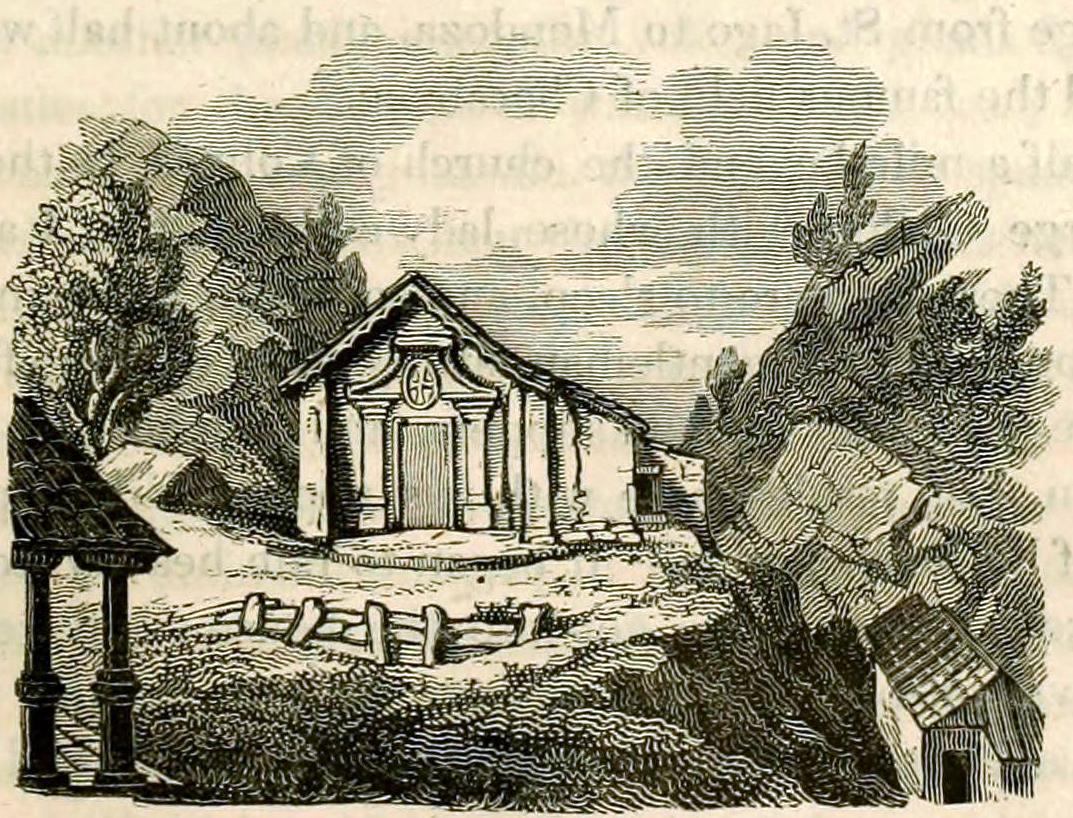
Una capilla de campo en Chile (1822), ilustración de Maria Graham.

El 31 de julio de 1821, Maria acompañó a su esposo en un viaje a bordo del HMS Doris, una fragata de 36 cañones que le había sido confiada al capitán Graham. El destino era Río de Janeiro (Brasil), donde estaba afincada la corte real portuguesa como consecuencia de las guerras napoleónicas y donde comenzaban los primeros movimientos que llevaron a la Independencia de Brasil; allí permanecieron hasta enero de 1822.
Posteriormente, zarparon hacia Valparaíso (Chile) con el propósito de proteger los intereses comerciales británicos en la zona del Pacífico Sur. Antes de zarpar de Río de Janeiro, recogieron a un adolescente chileno abandonado: Vicente Pérez Rosales. Al rodear el cabo de Hornos, Thomas Graham murió producto de un cuadro febril. En abril de 1822, el HMS Doris llegó a Valparaíso, donde Maria fue acogida por oficiales ingleses, estadounidenses y chilenos. El capitán de un barco estadounidense, el USS Constellation, incluso se ofreció a llevarla de vuelta; sin embargo, la reciente viuda se empecinó en permanecer en Chile durante un tiempo. Después de enterrar a su esposo en uno de los fuertes de Valparaíso, arrendó una casa en el barrio El Almendral del puerto. Posteriormente hizo el viaje de Valparaíso a Santiago por la antigua ruta Santiago-Valparaíso pasando por Benavente y Casablanca para después de transmontar la cuesta Zapata llegar a los arrabales de Santiago, de todo ese viaje dejó registro escrito y dibujos. Allí se hospedó en la casona de la familia criolla Cotapos en calle Santo Domingo. Lo primero que hizo fue entrevistarse con Bernardo O'Higgins, quien fue amigo personal de su difunto marido y tuvo la oportunidad de conocer a lord Thomas Cochrane.
En Chile, Maria se convirtió en testigo del último año del gobierno del director supremo Bernardo O'Higgins, con quien se entrevistó en varias ocasiones. También reseñó la agria disputa entre el vicealmirante lord Thomas Cochrane y el general argentino José de San Martín, y describió las costumbres, la flora y la geografía chilenas, y los terremotos de noviembre de 1822. Maria abandonó dicho país poco antes de la abdicación de O'Higgins (28 de enero de 1823), registrando las contradicciones de aquella administración y las quejas del perseguido bando carrerino.
El viaje cristalizó después en el volumen Journal of a Residence in Chile, considerado una de las fuentes más importantes del periodo por los historiadores chilenos. Sus dibujos también han cobrado preponderancia dentro de la escasa iconografía chilena de inicios del siglo XIX.

## Viaje a Brasil: institutriz de la princesa

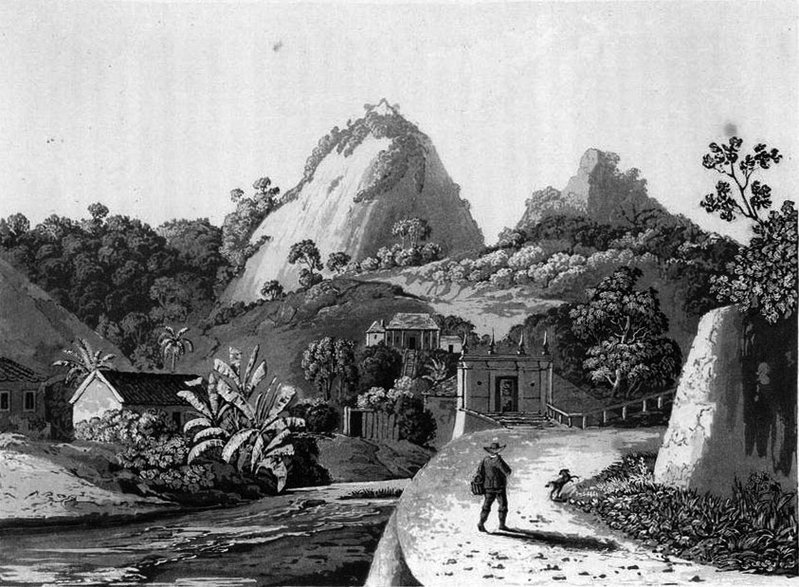
Laranjeiras, Río de Janeiro. Dibujo de Maria Graham (1821).

Abandonó Chile en el mismo barco que el ofendido lord Cochrane, quien había sido contratado en la marina de Brasil. Una vez de vuelta en Río de Janeiro, Maria se ofreció como institutriz a la emperatriz María Leopoldina de Austria, quien le confió la educación de la princesa Maria da Glória, después María II de Portugal, a quien intentó inculcar su pasión por las ciencias naturales.
El resto de su tiempo lo ocupaba escribiendo, dibujando y recolectando plantas en sus excursiones desde su casa en el barrio carioca de Laranjeiras. Estas experiencias las traspasó al libro Journal of a Voyage to Brazil, and Residence There. Abandonó Río de Janeiro en septiembre de 1825, siete meses antes de que asumiera el trono Pedro I de Brasil.

## Últimos viajes de lady Callcott
Inmediatamente después de su vuelta de Brasil en 1826, su editor, John Murray, le pidió escribir un libro sobre el viaje recientemente completado por el HMS Blonde a las Islas Sandwich, nombre que entonces recibía Hawái. El rey Kamehameha II de Hawái y su reina Kamamalu habían estado de visita en Londres en 1824; pero ambos murieron de sarampión, enfermedad contra la cual carecían de toda inmunidad natural. El HMS Blonde fue comisionaro por el gobierno británico a devolver sus cuerpos a las islas, con George Anson Byron, un primo del poeta Byron, al mando del buque. El libro contuvo la historia de la desafortunada visita de la exótica pareja real a Londres, un resumen del descubrimiento de las Islas Hawái y las visitas de los exploradores británicos, así como la historia sobre el viaje del HMS Blonde. María lo escribió con la ayuda de papeles oficiales y diarios realizados por el naturalista Andrew Bloxam.
En Londres, María Graham se estableció en Kensington Gravel Pits, justo al sur de la puerta de Notting Hill. El barrio era una especie de enclave de artistas, pues allí vivían el pintor de la Royal Academy August Wall Callcott y su hermano, el músico John Wall Callcott; pintores como John Linnell, David Wilkie y William Mulready, y músicos como William Crotch (el primer director de la Royal Academy of Music) y William Horsley (el yerno de John Callcott), Además, el unido grupo era visitado con frecuencia por artistas como John Varley, Edwin Landseer, John Constable y Joseph Mallord William Turner.
Los viajes de María captaron rápidamente la atención entre los intelectuales de Londres, como el poeta escocés Thomas Campbell y el historiador Francis Palgrave, pero su interés práctico y conocimiento teórico acerca de la pintura fue el factor decisivo de su integración al grupo de Notting Hill.
El amor entre Maria Graham y el pintor August Callcott fue fulminante; se casaron el 20 de febrero de 1827, solamente unos meses después de su llegada de Brasil. Ella tenía 48 años. La pareja emprendió inmediatamente una luna de miel de un año recorriendo Italia, Francia, Países Bajos, Alemania, Austria y Checoslovaquia. Para el pintor Callcott, era su primer viaje al extranjero y obviamente lo disfrutó. En adelante, él viajó de manera intensa, tanto por Europa como el Medio Oriente, acompañado de Maria o con amigos como Turner.
En 1831, durante un viaje por Italia, Maria Callcott sufrió la rotura de un vaso sanguíneo y quedó relativamente inmovilizada, por lo que debió volver a Kensigton. Hasta su muerte, permaneció en cama o sentada. No pudo viajar más, pero sí seguir con su escritura y cultivando sus relaciones con los intelectuales que la rodeaban.

## El debate sobre el terremoto de Chile

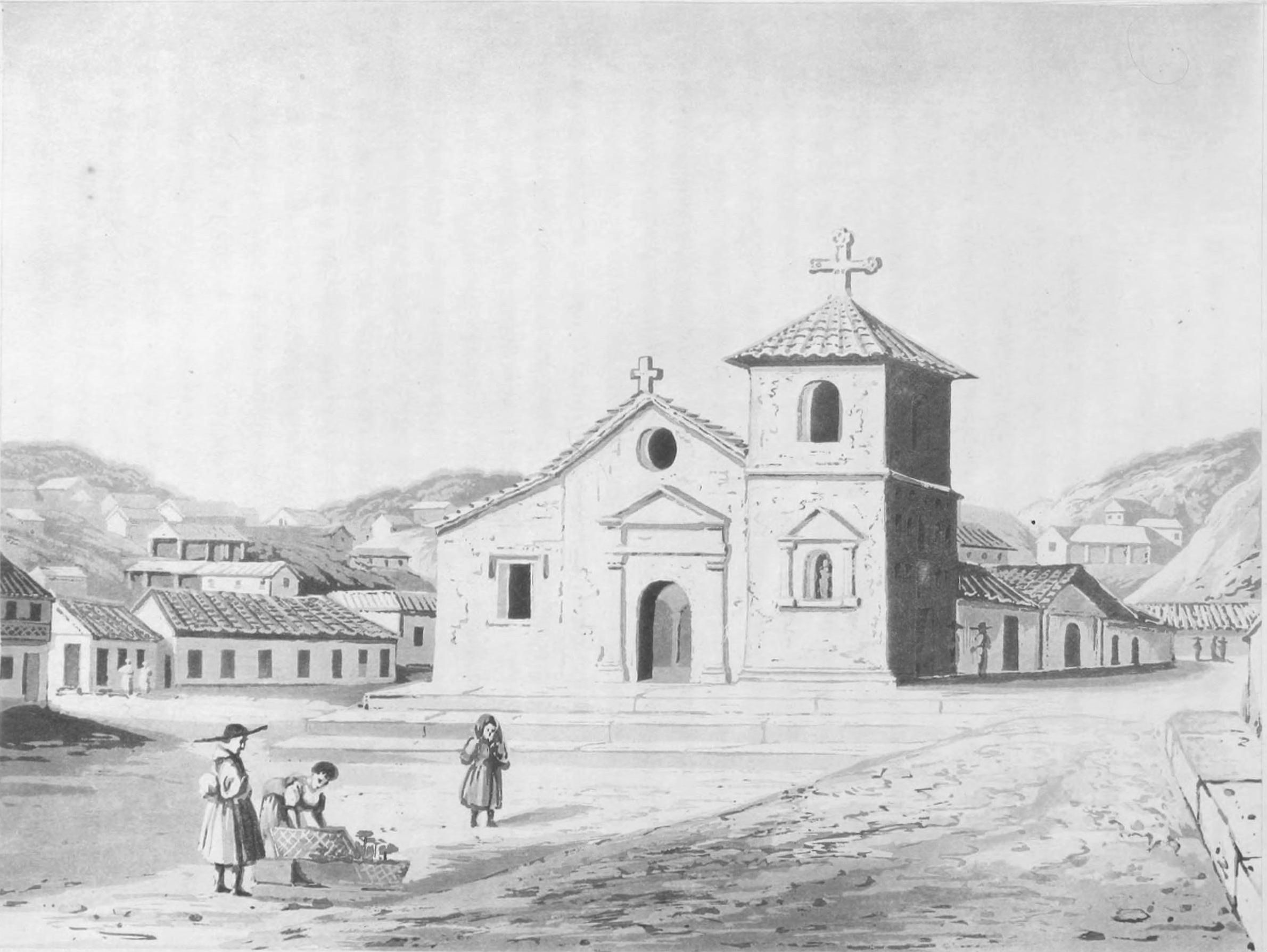
Iglesia Matriz de Valparaíso (1822), dibujo de Maria Graham. La autora fue sorprendida por el terremoto del 19 de noviembre de ese año en las cercanías del puerto, en el pueblo costero de Quintero.

María era también una naturalista aficionada; de hecho, dedicó su último libro al mundo vegetal, A Scripture Herbal (1842), un catálogo ilustrado de las plantas y árboles nombrados en la Biblia. Sin embargo, sus observaciones y su curiosidad la involucraron inesperadamente en una trascendente discusión geológica.
A mediados de los años 1830, su descripción de los terremotos en Chile de 1822 inició un acalorado debate en la Sociedad Geológica de Londres, donde ella se vio involucrada en la lucha entre dos corrientes de pensamiento acerca de los terremotos y su papel en la conformación de las montañas. Además de su descripción del terremoto en su Journal of a Residence in Chile, también había descrito el fenómeno más detalladamente en una carta a Henry Warburton, uno de los fundadores de la Sociedad Geológica. Como era una de las primeras reseñas detalladas de un terremoto, hecha por «una persona entendida» (es decir, un inglés culto), Warburton encontró que tenía suficiente interés para ser publicado en Transactions of the Geological Society of London (1823).
Una de las observaciones de María se refería a la elevación de grandes áreas de tierra respecto del nivel del mar. En 1830, este testimonio fue incluido en el innovador trabajo del geólogo Charles Lyell, The Principles of Geology, como prueba en apoyo de su teoría de que las montañas habían sido gradualmente formadas por sucesivas erupciones y terremotos. Cuatro años más tarde, el presidente de la Sociedad, George Bellas Greenough, decidió refutar las teorías de Lyell, pero en vez de atacar de forma directa a Lyell, ridiculizó públicamente las observaciones de María. Sin embargo, ella no era alguien que aceptara este tipo de burlas; su marido y su hermano retaron a duelo a Greenough, pero ella los retuvo. Según su sobrino John Callcott Horsley, les dijo: «Ustedes dos, tranquilos. Soy bastante capaz de luchar mis propias batallas, y tengo la intención de hacerlo». 
Publicó una respuesta aplastante a Greenough, y poco después fue respaldada por Charles Darwin, quien había observado la misma elevación de terrenos en el terremoto de Chile de 1835, ocurrido cuando visitaba el puerto de Valdivia en el HMS Beagle.

## Divulgadora y autora infantil

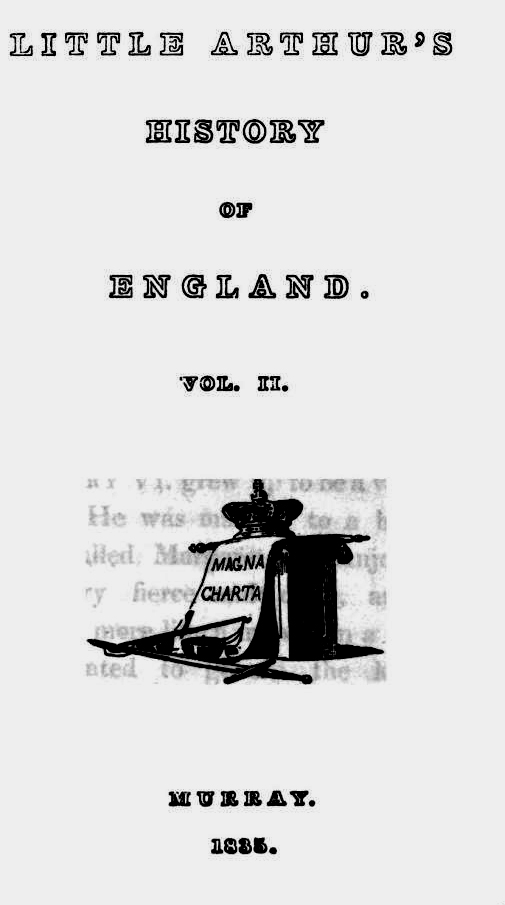
Portada de la primera edición del Little Arthur's History of England (1835), un libro dedicado a los niños ingleses.

En 1828, ya había publicado una breve historia de España. Su convalecencia le permitió redoblar sus esfuerzos con la escritura y terminar un libro sobre los frescos del Giotto que había admirado en Padua. Además, se concentró en su obra más famosa, un libro de historia de Inglaterra para niños, el Little Arthur's History of England, que durante décadas fue un libro de amplia circulación y que se siguió reeditando (16 veces hasta 1975) —publicó este volumen firmando M.C., por lo que muchos supusieron que era obra de una tal Miss Croquet, que era un éxito en las librerías londinenses—. Ambos textos fueron publicados en 1835. Al año siguiente, hizo una versión del Little Arthur's... aplicada a Francia y en su propio idioma: Histoire de France du petit Louis.
Maria no tuvo hijos, pero aparentemente se interesó en este tipo de literatura al hacerse cargo de los niños de un cuñado fallecido. En el prefacio del Little Arthur's... ella misma expresa sus razones: «Aunque no he tenido la felicidad de ser madre, mi amor a los niños me impulsa a darles algo para que se entretengan».

## Honores de Chile en 2008

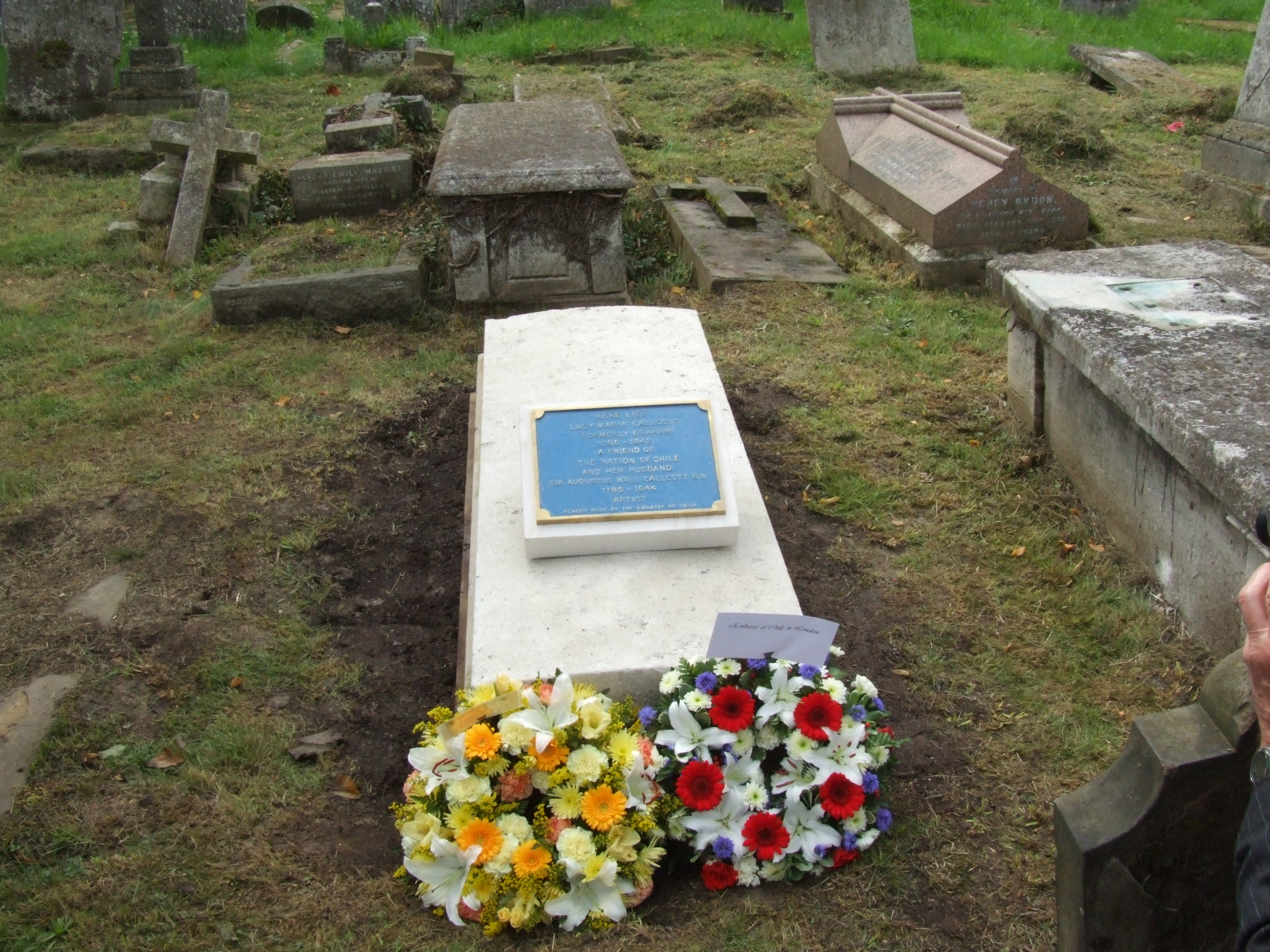
Tumba restaurada por el gobierno de Chile, en 2008.

En reconocimiento a sus servicios a Chile —como una de las primeras personas en escribir sobre la joven nación, en idioma inglés—, el gobierno chileno financió la restauración de la tumba conjunta de María y Augustus Callcott, en el cementerio de Kensal Green en Londres en 2008.
Tras la restauración, se puso en la tumba una placa conmemorativa, develada por el embajador de Chile en el Reino Unido, Rafael Moreno, en una ceremonia el 4 de septiembre de 2008. La placa nombra a María Callcott como «amiga de la nación de Chile».

## Obras

### Como Maria Graham
- Journal of a Residence in India (1812), traducido al francés en 1818
- Letters on India, with Etchings and a Map (1814)
- Traducción del texto francés de Albert Jean Rocca: Memoirs of the war of the French in Spain (1816)
- Three Months Passed in the Mountains East of Rome, during the Year 1819 (1820)
- Memoir of the Life of Nicholas Poussin (1820)
- Journal of a Residence in Chile during the Year 1822. And a Voyage from Chile to Brazil in 1823 (1824), traducido y publicado en Santiago como Diario de mi residencia en Chile en 1822 i de viaje de Chile al Brasil en 1823 (1902)
- Journal of a Voyage to Brazil, and Residence There, During Part of the Years 1821, 1822, 1823 (1824)
- Voyage Of The H.M.S. Blonde To The Sandwich Islands, In The Years 1824-1825 (1826)

### Como Maria Callcott o Lady Callcott
- A Short History of Spain (1828)
- Description of the chapel of the Annuziata dell'Arena; or Giotto's Chapel in Padua (1835)
- Little Arthur's History of England (1835)
- Histoire de France du petit Louis (1836)
- The Little Bracken-Burners - A Tale; and Little Mary's Four Saturdays (1841)
- A Scripture Herbal (1842)

## Primeros años
Nació cerca de Cockermouth en Cumberland, como Maria Dundas. Educada en Richmond, pasó tiempo de vacaciones con su tío Sir David Dundas, quien hospedó a muchos científicos y académicos, lo que la inspiró como escritora. No convivió mucho con su padre, George Dundas (1756–1814) (que no debe confundirse con el mucho más famoso oficial naval George Heneage Lawrence Dundas), durante su infancia y adolescencia, ya que él era uno de los oficiales navales que el clan escocés Dundas había formado a lo largo de los años.  fue nombrado capitán de navío en 1795 y vio mucha acción como comandante la fragata HMS Juno, entre 1798 y 1802. En 1803 se le dio el mando del HMS Elephant, un navío que había sido el buque insignia de Nelson durante la Batalla de Copenhague en 1801, y que fue llevado a Jamaica para patrullar las aguas del Caribe hasta 1806.
En 1808 el padre de María aceptó un nombramiento como jefe de las obras navales en el astillero de la Compañía Británica de las Indias Orientales, en Bombay, y llevó consigo a su hija, que entonces tenía 23 años. Durante el largo viaje, ella conoció a un joven oficial naval escocés, Thomas Graham, tercer hijo de Robert Graham, el último Laird de Fintry,[ a ] iniciaron una relación y se casaron en India el 9 de diciembre de 1809. En 1811, la joven pareja regresó a Inglaterra, donde Graham publicó su primer libro, Journal of a Residence in India, seguido poco después por Letters on India. Unos años más tarde, su padre fue nombrado comisionado del astillero naval de Ciudad del Cabo, donde murió en 1814, a los 58 años, habiendo sido ascendido a contralmirante apenas dos meses antes.

## Viuda en Chile
Como todas las esposas de oficiales navales, Graham pasó varios años en tierra y rara vez vio a su marido. La mayor parte de ese tiempo vivió en Londres. En donde trabajaba como traductora y editora de libros. En 1819 vivió un tiempo en Italia, lo que dio lugar al libro Tres meses pasados en las montañas al este de Roma, durante el año 1819. Muy interesada en las artes, también escribió un libro sobre el pintor barroco francés Nicolas Poussin, Memorias de la vida de Nicholas Poussin (en aquellos días, los nombres franceses solían anglicanizarse), en 1820.

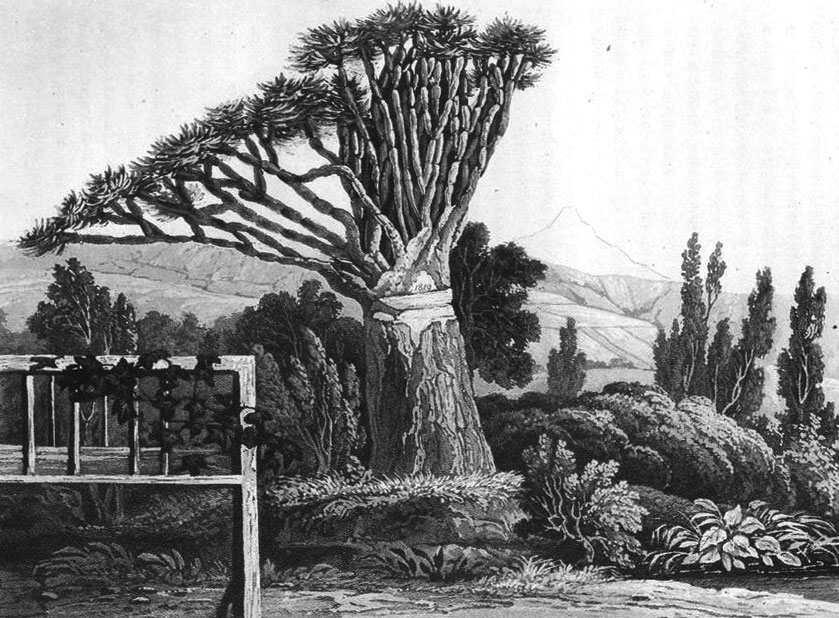
Drago y Pico de Tenerife. Dibujo de Maria Callcott en su libro Diario de un viaje a Brasil, publicado en 1824

En 1821, Graham fue invitada a acompañar a su marido a bordo del HMS Doris, una fragata de 36 cañones bajo su mando. El destino era Chile y el propósito era proteger los intereses mercantiles británicos en la zona. En abril de 1822, poco después de que el barco hubiera doblado el Cabo de Hornos, su marido sufrió fiebres y murió, por lo que el HMS Doris llegó a Valparaíso sin capitán, pero con su viuda. Varios oficiales navales estacionados en Valparaíso, británicos, chilenos y estadounidenses, intentaron ayudar a María (un capitán estadounidense incluso se ofreció a llevarla de regreso a Gran Bretaña), pero ella estaba decidida a arreglárselas sola. Alquiló una pequeña cabaña y vivió entre los chilenos durante un año entero. Más tarde, en 1822, experimentó el terremoto de Valparaíso, uno de los peores en la historia de Chile, y registró sus efectos en detalle. En su diario registró que después del terremoto "...toda la costa está más expuesta y las rocas están aproximadamente cuatro pies más arriba del agua que antes".  Esta idea de que la tierra podría levantarse resultó controvertida, pero correcta. Un extracto de la carta de María a Henry Warburton relatando el terremoto fue publicado en 1824 en Transactions of the Geological Society of London. Este fue el primer artículo publicado en esta revista por una mujer.

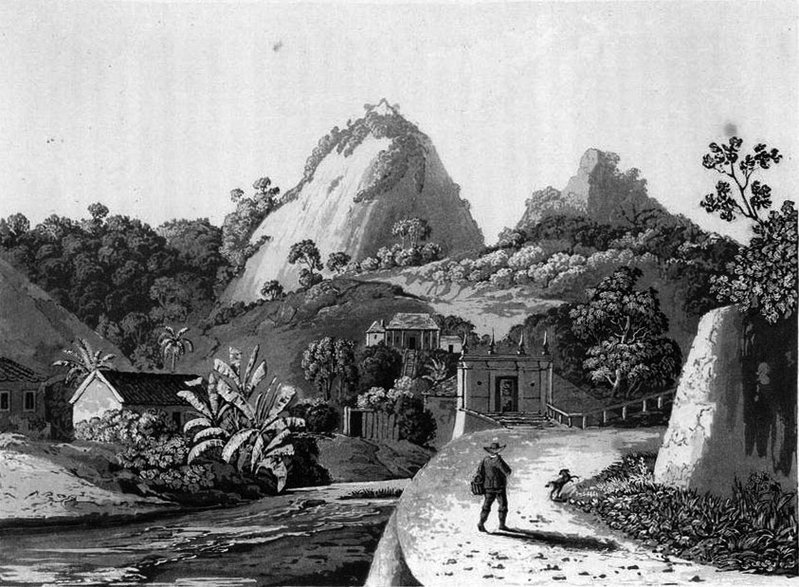
Laranjeiras en las afueras de Río de Janeiro 1821. Dibujo de Maria Callcott en Diario de un viaje a Brasil.

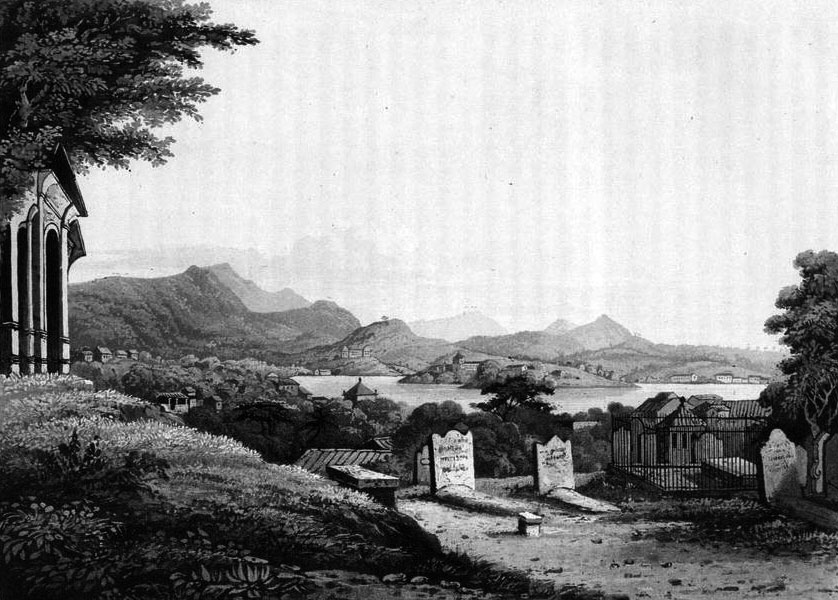
El cementerio inglés en las afueras de Río de Janeiro, 1823. Dibujo de Maria Callcott en Diario de un viaje a Brasil.